# Divizia 26 Infanterie turcă (1916-1918)
Divizia 26 Infanterie a Imperiului Otoman a fost una din diviziile Armatei Otomane. Ea a fost constituită la începutul secolului XX, pe timpul procesului de reformare a armatei Imperiului Otoman.

## Constituirea
În anul 1911, compunerea diviziei era următoarea:
- Divizia 26 Infanterie

- Regimentul 76 Infanterie
- Regimentul 77 Infanterie
- Regimentul 78 Infanterie
- Batalionul 26 Pușcași
- Regimentul 26 Artilerie de Câmp

## Participarea la campania din România 1916-1917
În perioada decembrie 1916 - august 1917 Divizia 26 Infanterie a participat la la operațiile militare de pe teritoriul României, în cadrul Corpului VI Armată, alături de Divizia 15 Infanterie și Divizia 25 Infanterie, aflate în România încă de la intrarea în război a acesteia.:p. 134